# أبوكريفا

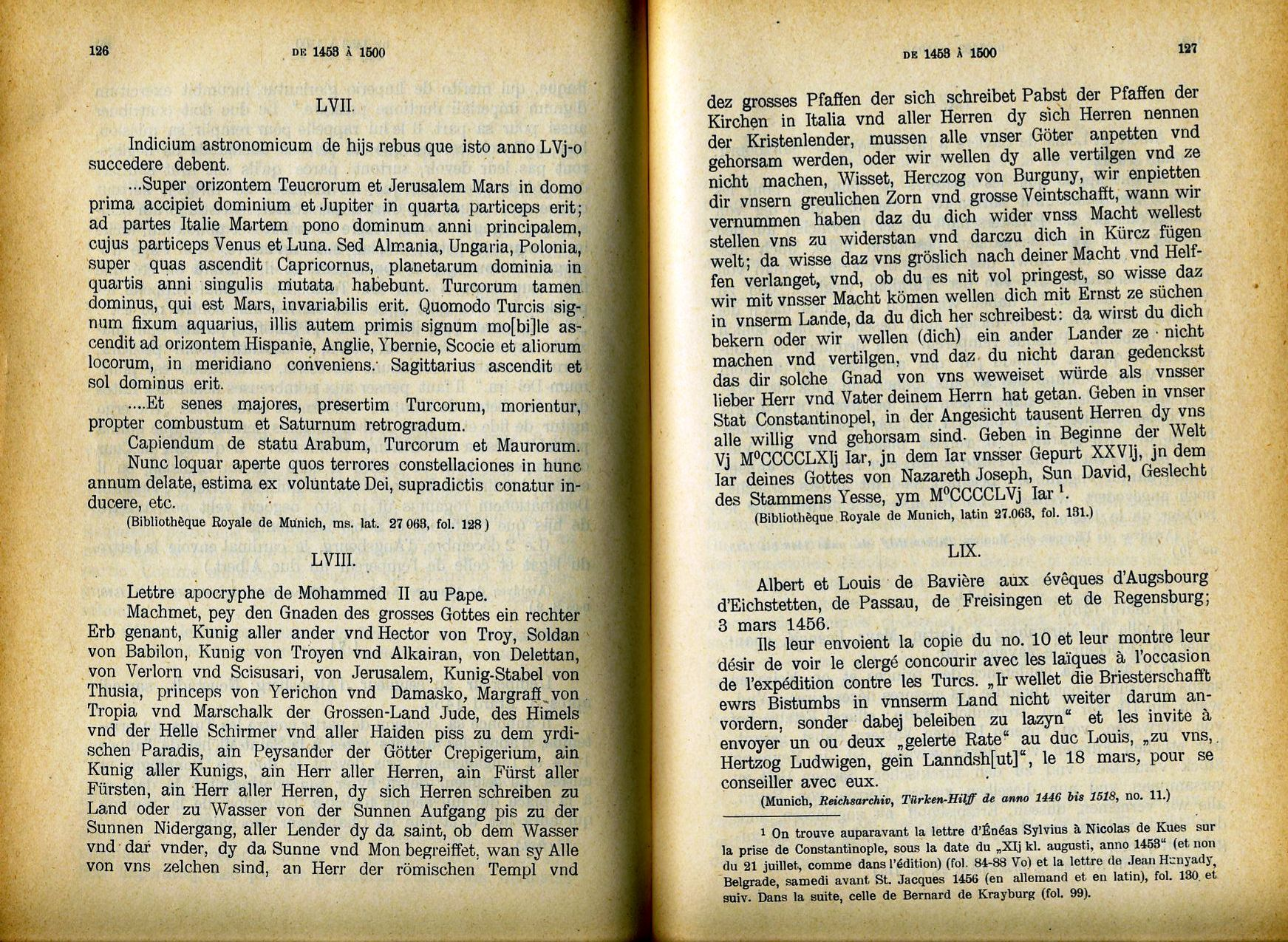
رسالة السلطان محمد الثاني المنحولة إلى البابا (Notes et extraits pour servir à l'histoire des croisades au XVe siècle) ، نشره نيكولاي إيورجا. السلسلة 4: 1453–1476، باريس؛ بوخارست، 1915، الصفحات 126-127

الأبوقريفا أو الأبوكريفا او (احيانا الكتب المنحولة) هي كتابات توراتية أو ذات صلة لم تُدرج في الكتاب المقدس عند معظم الطوائف المسيحية. في حين أن البعض قد يكون مشكوكًا في تأليفه أو صحته،  في المسيحية، تم تطبيق كلمة أبوكريفا (ἀπόκρυφος) لأول مرة على الكتابات التي كان من المقرر قراءتها بصورة شخصية وليس للشعب. كانت الأبوكريفا عبارة عن أعمال مسيحية بنيانية لم تكن تعتبر كتبًا مقدسًا قانونيًا. لم يتم استخدام كلمة أبوكريفا من قبل بعض رجال الدين إلا بعد الإصلاح البروتستانتي لتعني "كاذبة" أو "زائفة".
المصطلح يشبه أبوكريفا العهد القديم الذي هو يركز على الكتب الدينية.

## انظر ايضا
- أبوكريفا (العهد القديم)